# Blegny-bánya
A Blegny-bánya a liège-i szénmedence egyik bányája volt Blegny községben, Belgiumban, amelyet ma ipari örökségként és bemutatóbányaként őriznek. A múzeum az Ipari Örökségek Európai útvonalán található, és egyike annak a négy történelmi bányának Vallóniában, amelyet az UNESCO 2012-ben a Világörökség részévé nyilvánított.
A bányának két, 8 szintig lenyúló aknája van, melyek legmélyebb pontja 530 méter. Az 1-es aknában földalatti tárlatvezetés működik, ahol megtekinthetőek a -30 és -60 méteres szintek tárnajáratai. A látogató betekintést kap a bányászok mindennapi életébe, félelmeibe, megismerheti a földalatti berendezések használatát a kitermelt ásvány válogatását és a mosási műveleteket egészen a szállításig.

## A szénbánya története
A bányászatot a Val-Dieu-i apátság szerzetesei kezdték meg a 16. században.  Az ipari kitermelés 1779-ben indult, amikor az első trembleuri koncessziót Gaspard Corbesier kapta meg. Halála után fiai – Jean, Philippe és Urbain – vitték tovább az üzletet, és 1848-ban az "Argenteau" bánya kitermelési jogának megszerzésével 879 hektárra növelték a bányászati terület méretét.
A kitermelés csak lassú ütemben fejlődött. A rossz munkakörülmények, a folyamatos víz betörések, és a szállítási útvonalak hiánya elkedvetlenítette a befektetőket. 
Mindezek ellenére a Corbesier fivérek 1849-ben egy második akna – a Marie-akna – kiépítését is megkezdték, amelynek létesítményei a következő évben már teljesen működőképesek voltak. Az üzembe helyezés azonban lassan haladt, és a helyzetet csak súlyosbította Jean és Philippe halála 1853-ban és 1854-ben. Az utolsó bányászattal foglalkozó testvér, Urbain 1867-ben bekövetkezett halála a működés teljes lelassulásához vezetett.
1882-ben megalakult a Société Anonyme des Charbonnages d'Argenteau-Trembleur bányatársaság, amelynek az utolsó Corbesier fivér, Gaspard lett az első elnöke – ő ekkor Argenteau polgármestere volt. A rákövetkező éveket a fejlesztés jellemezte, korszerűsítették a Marie-aknát: két új kazánt, egy új szivattyút és az 1878 óta bezárt Cheratte-i szénbányából származó fejvázat helyeztek üzembe. Ugyanebben az évben egyesült a két régi koncesszió, Argenteau és Trembleur, de a cég helyzete továbbra is nehéz volt, a kitermelt szén mennyisége pedig jelentéktelen maradt. Az átmeneti élénkülés után a cég 1887 augusztusában csődbe ment és a bányászat 30 évre leállt.
1919-ben néhány iparos új céget alapított, és újraindították a bányászatot. 1922-ben az Ausselet család vette át a vállalat irányítását, ami dinamikus növekedést hozott; a szénkitermelés 1931-re évi 84 000 tonna volt. A várakozásokkal ellentétben a nagy gazdasági világválság sem lassította a kitermelést, mert a Jacques Ausselet mérnök új, hasznosítható rétegeket talált, ezzel biztosította a szénbányászat fenntarthatóságát az elkövetkező években.
A második világháborúban, 1940-ben a belga hadsereg megsemmisítette az 1-es akna tornyát, mert attól tartott, hogy az ellenség megfigyelőtoronyként használja majd. Ám a robbanás akkora volt, hogy a legtöbb felszíni létesítményt is súlyosan megrongálta, így a bányászat csak a Marie-aknán keresztül folytatódott, lassabb ütemben. 1942-1948 között újjáépítették az 1-es aknát és a szénmosót, így a háború után a termelés újra teljes kapacitással folyt. Az 1-es akna 1960-ban elérte a 760 méteres maximális mélységet, és 1970-re az éves termelés 232 000 tonnás rekordot ért el. A terület 680 bányászt foglalkoztat ekkor.
Az 1973-as olajválság után, 1975-ben a Gazdasági és Szociális Minisztérium leállította a vallon bányászat állami támogatását. Az ekkor még működő liège-i bányák sorban bezártak, és a Blegny-bánya volt a tartomány egyik utolsó aktív szénbányája, ahol 1980 tavaszán állt le a munka.
A bányát nem sokkal bezárása után múzeummá alakították, ahol 140 000 és 160 000 látogató fordul meg évente. A lelőhely számos fennmaradt emléke a második világháború utáni időszakból származik.

## Galéria

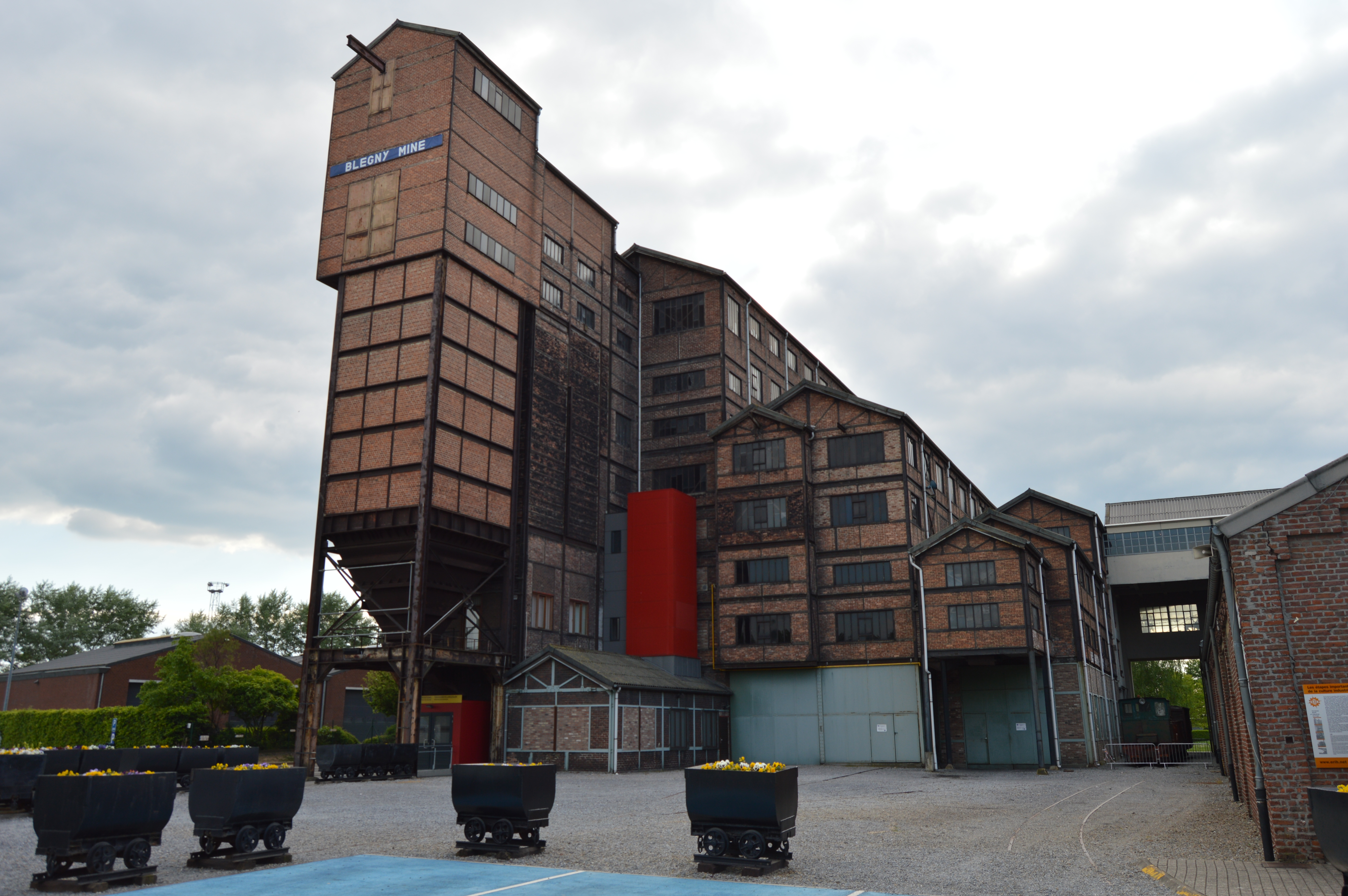
A bánya műszaki berendezései
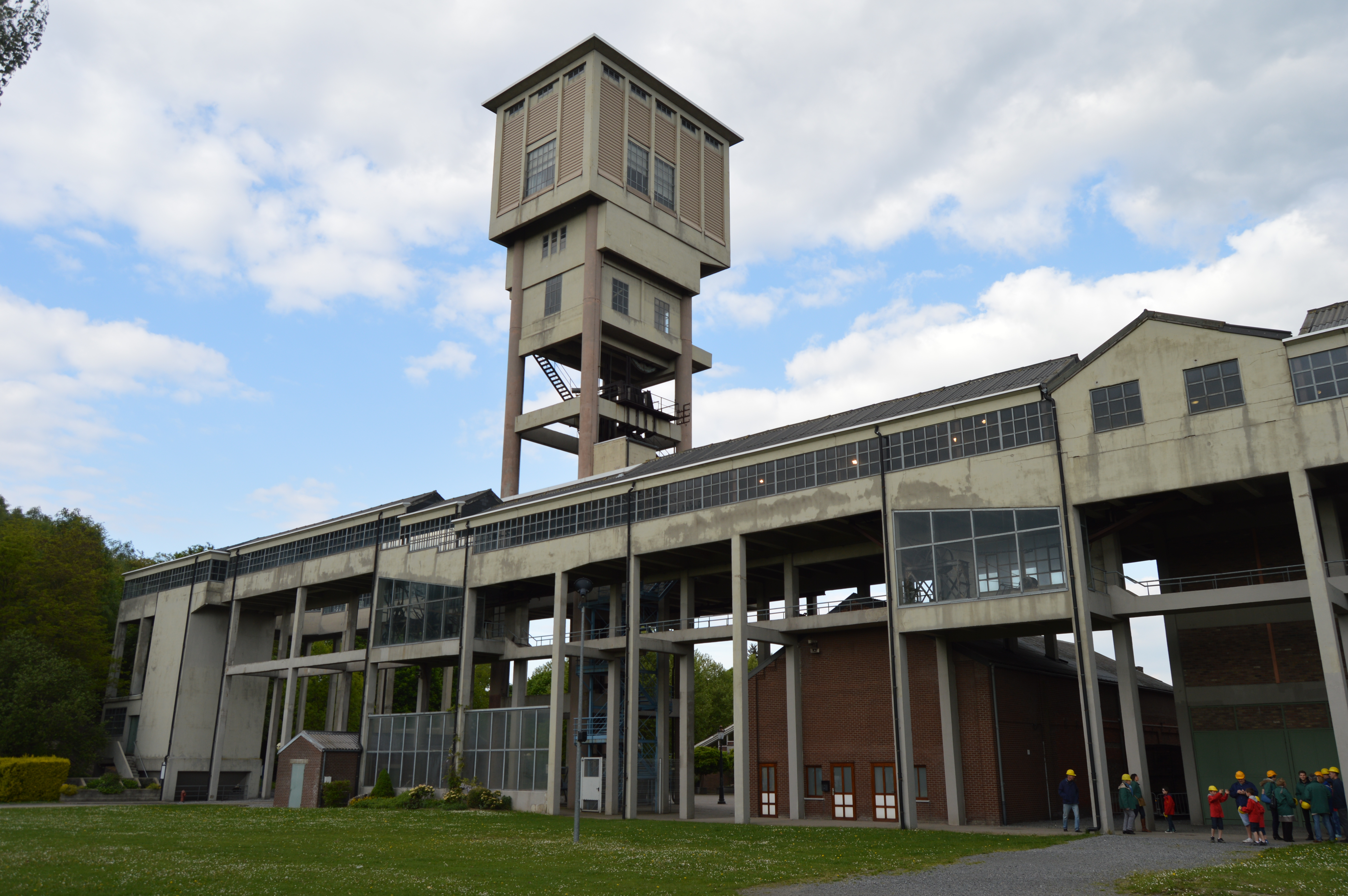
1. aknatorony
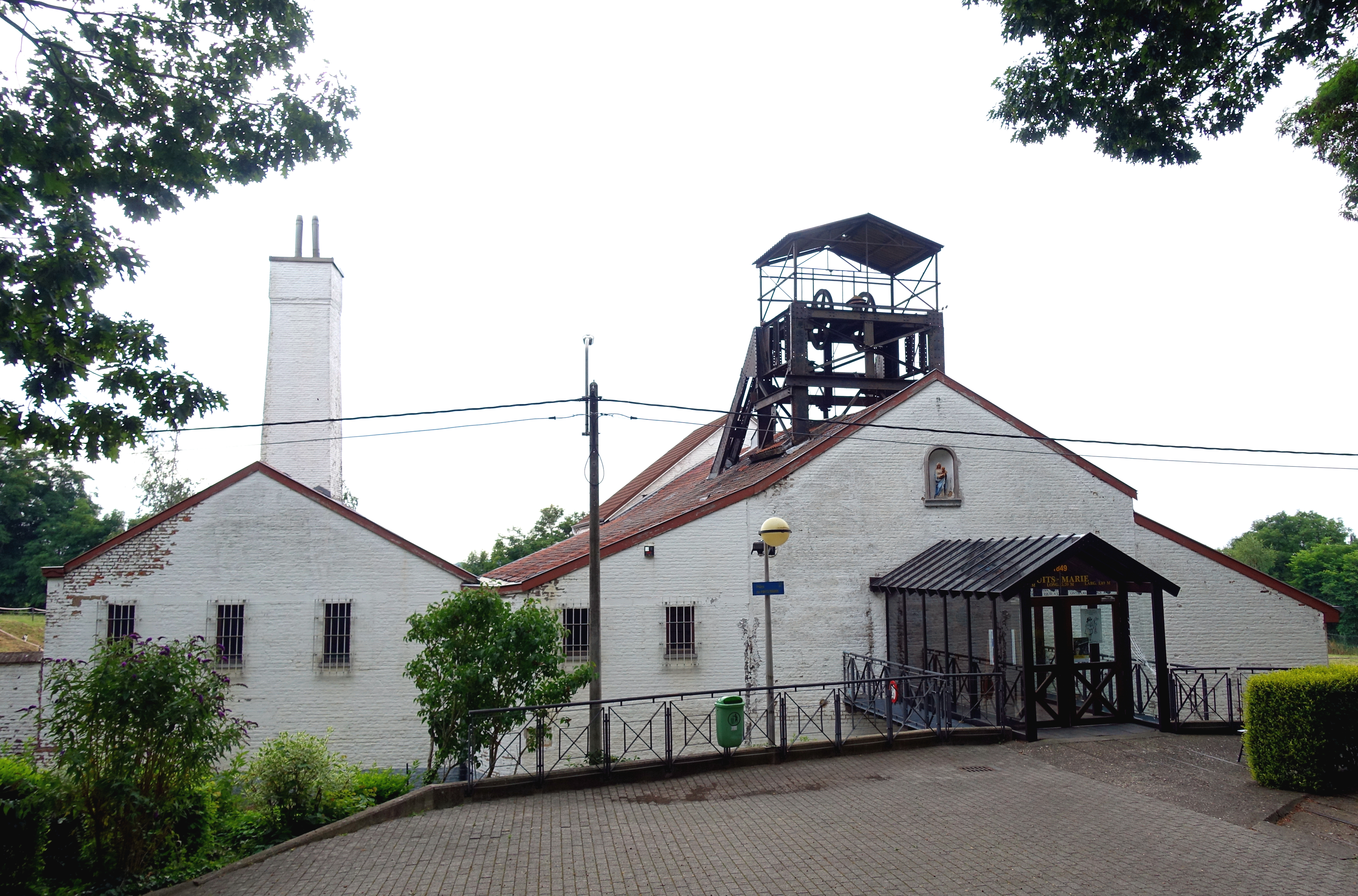
A Marie-akna bejárata
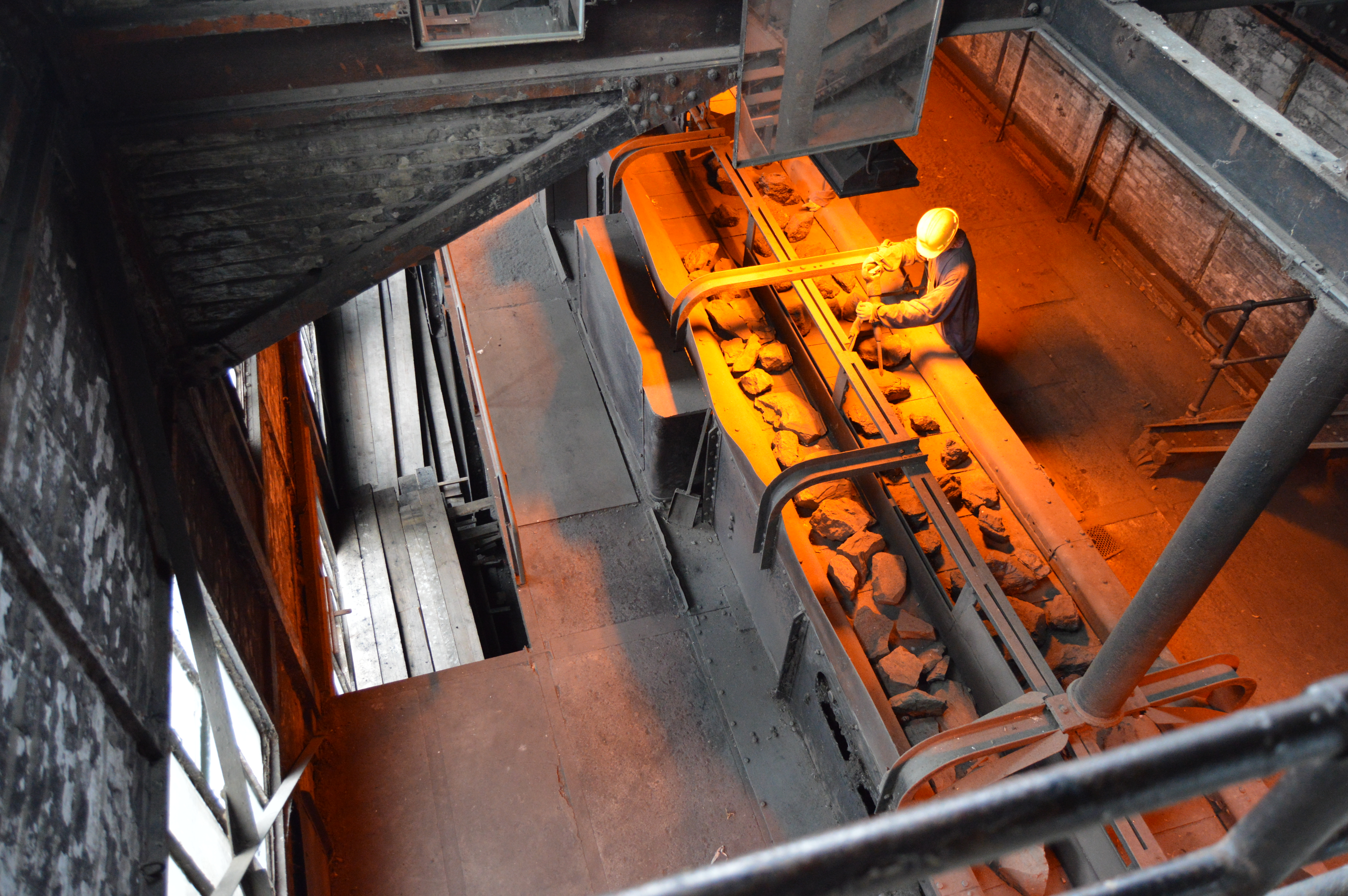
A szénmosó részlete
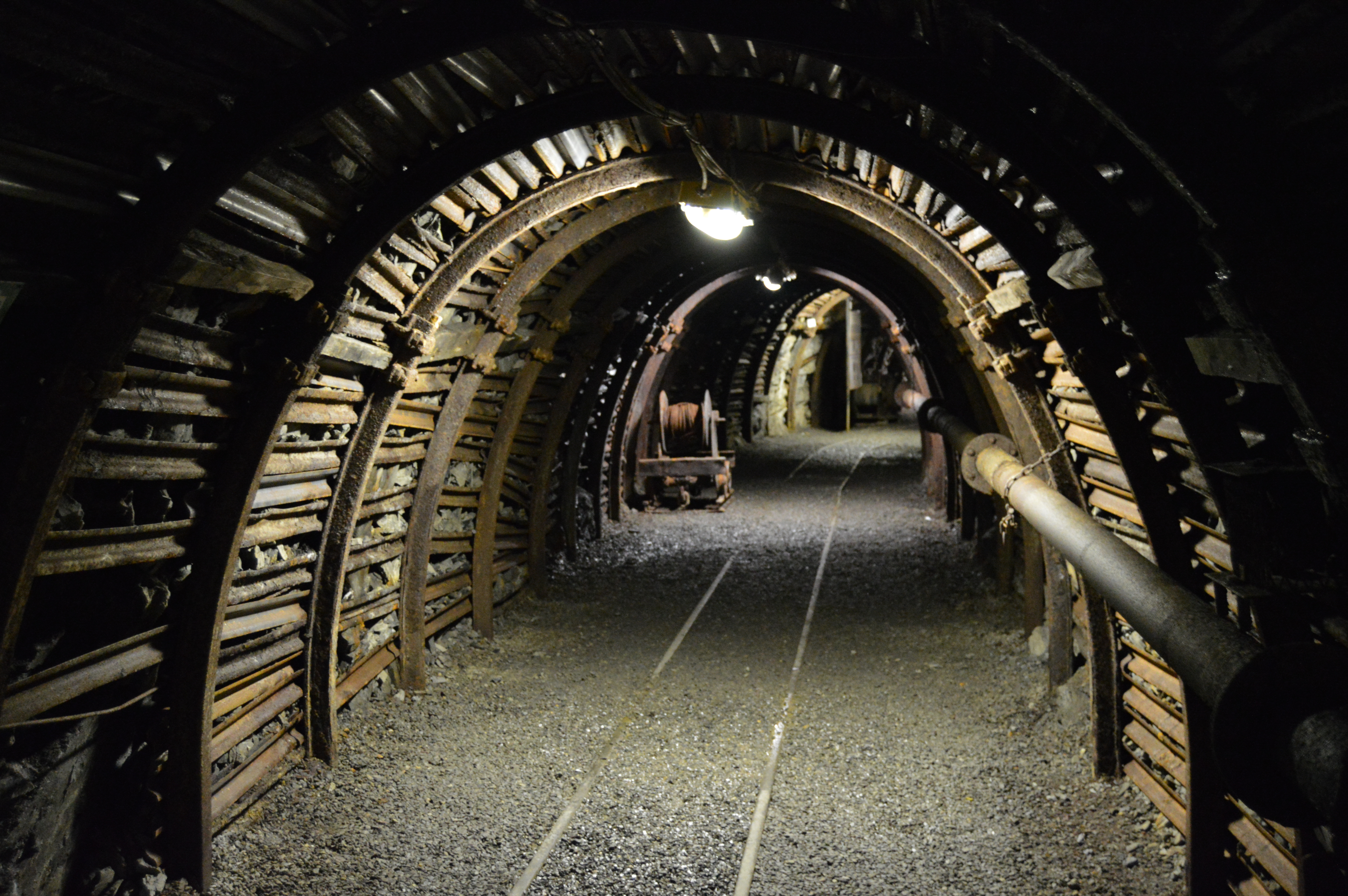
-30-as járat
A Blegny-bánya rétegtani leírása